# Gaetani di Pisa

Stemma del Comune di Gaeta

La famiglia Gaetani, o Caetani, di Pisa, è una famiglia nobile italiana, di origine gota che la tradizione erudita medioevale vanta discendere dalla Gens romana Anicia, per il tramite dei Conti di Tuscolo.

## Storia
La linea della famiglia Gaetani, o Caetani, di Pisa, la cui comunanza con la stirpe dei Caetani di Anagni e di Sermoneta  non è suffragata da fonti storiche certe ma che non si esclude risalire ad unico ceppo comune, è stata fondata da Ugone, che sarebbe figlio di Docibile, duca di Gaeta (l'antica Caieta). Lo stemma dei Duchi di Gaeta viene infatti posto in rilievo nello stemma gentilizio dei Gaetani di Pisa e Sicilia accanto a quello dei Caetani di Anagni e ai pali d'Aragona, concessi da Papa Pasquale II nel 1113 a Gherardo Gaetani per la battaglia delle Baleari . Ugone ebbe in feudo il castello e la Contea di Terriccio nel 962 dall'Imperatore Ottone I e si sposò con Teodora di Tivoli, figlia di Pier Leone Signore di Tivoli, la quale portò in dote la Torre sull'isola Tiberina di Roma, poi ceduta al ramo romano dei Caetani sotto Papa Bonifacio VIII. 
I Gaetani di Pisa facevano parte di quella ristretta cerchia di famiglie consolari che esercitarono il potere nella Repubblica di Pisa nel XII e XIII secolo. Furono più volte banditi perché tra i pochi a dichiarare la loro adesione al guelfismo (cfr. https://siusa.archivi.beniculturali.it/cgi-bin/pagina.pl?TipoPag=prodfamiglia&Chiave=28568). Le fonti documentali (cfr "Pisa nei secoli XI e XII" di Gabriella Rossetti, 1979) attestano come Patrizio di Pisa all'inizio dell'XI secolo il figlio di Ugone, Teperto, probabilmente morto intorno al 1040. Da costui nacquero tre figli: Dodo, Conte di Terriccio, che acquista il 6 luglio 1051 un feudo presso la fossa Cuccia, vicino a Pisa, da Bernardo da Caprona; Ugone, che dona alla Cattedrale di Pisa il 31 gennaio 1066 il feudo di Casale Asclo e alla Chiesa dei Santi Maria, Michele, Benedetto e Gorgonio il feudo di Prato Inceso; e Giovanni (vivente 1083-1098) che fu Capitano generale dei Pisani e dei Genovesi col Re Alfonso VI di Castiglia, all'assedio di Toledo nel 1085 (cfr anche Delle Famiglie Pisane vol. 1 di Raffaello Roncioni, 1974). Da quest'ultimo Giovanni, discenderebbe per il tramite del figlio Crescenzio, il Cardinale Giovanni Gaetani, eletto Papa il 24 gennaio 1118 con il nome di Gelasio II, e che non a caso consacra nello stesso anno la cattedrale di Pisa, iniziata a costruire con la decima del bottino dei Gaetani nella conquista delle Baleari. Dal primogenito Dodo - la cui residenza era situata sul lungarno, nell'area contigua all'attuale piazza Carrara, dove ancor oggi si vede una torre, detta “dei Dodi”, e anche “dei Gaetani” o "de Cantone“, eretta nel XII secolo e inglobata a fine Cinquecento nel Palazzo Granducale (poi Palazzo Reale) - nacquero tre figli che diedero origine a tre distinte famiglie pisane: Ugone, Conte di Terriccio, Comandante dei pisani in Terra Santa durante la Prima Crociata, secondo la "Chronica Iuliani Petri Toletani", e che risulta preso prigioniero in una battaglia contro i Lucchesi l'11 giugno 1104; Teperto, da cui discese la nobile famiglia pisana dei Dodi; e Gusmaro, da cui discese la nobile famiglia pisana dei Gusmari. Ugone, Capitano dei Pisani nella Prima Crociata, fu il padre di Gherardo, Conte di Terriccio, personaggio influentissimo nella Pisa medioevale e definito "Pater Patriae", Capitano generale dei pisani per la spedizione in Sardegna nel 1108 e per la spedizione nelle Baleari del 1113, per le quali il Pontefice Pasquale II lo investì del titolo di Conte d'Oriseo (o Oriseto, oggi il comune di Orosei in Sardegna. cfr Giuseppe Manno, Storia di Sardegna, p. 130 e "Cronologia dell'antichissima, e nobilissima famiglia de' Gaetani di Pisa" di Pietro Farulli nel 1723, pag. 8 e Della Marra pag.185) per la riconquista della Sardegna e gli ornò lo stemma dei pali rossi in campo d'oro d'Aragona (cfr Calendario d'oro del 1899, pag 173.) per la riconquista delle Isole Baleari. Egli svolse altresì il ruolo di Console di Pisa nel 1121,1130,1135 e 1137,  e risulta combattere nel 1137 contro Re Ruggero II di Sicilia nelle Baleari. A lui si deve la costruzione e i preziosi affreschi della chiesa pisana di San Giovanni "al Gaetano", probabilmente costruita nel 1139/1140, che lui e la moglie Druda, figlia di Mosco, donarono al capitolo del Duomo di Pisa (cfr. Gelasio Caetani, Caietanorum genealogia). Gherardo ebbe cinque figli: Marzucco, Console di Pisa nel 1153 e nel 1163; Pellegrino, già defunto nel 1167; Ranieri "de Gaetano", fra i più celebri esponenti dei Gaetani di Pisa, Console di Pisa nel 1164 e Ambasciatore di Pisa presso l'Imperatore Federico I Barbarossa nel 1162 e presso l'Imperatore d'Oriente, Isacco Angelo Comneno nel 1192, Podestà di Firenze nel 1195; Galgano, canonico della cattedrale pisana,  fra il 1171 e il 1195; e Cercone (detto Gaetano), attestato fra il 1186 e la fine del secolo. Da Cercone detto Gaetano, nacque Giacomo (forse chiamato Iacopo "Buffalmacco, cfr Enciplopeida Treccani) e da costui nacquero Antonella, che sposò Oddone Colonna, Signore di Zagaloro e Patrizio Romano; e Giovanni, che eredita tutti i possedimenti della domus Gaetani, divenendo Conte d'Oriseo, Terriccio e Pomaya, Signore di Lajatico, Orciatico, Orciano, Pietracassia, Agnano, Fabbrica di Pisa e Riccio, attestato fino al 1257. Costui ebbe come figli dal matrimonio con Brigida Visconti dei Giudici di Gallura - figlia di Ubaldo I Visconti, Governatore di Cagliari e sorella dell'Arcivescovo di Pisa e Primate di Sardegna, Federico Visconti - Giacomo (o Iacopo) e Oddone Gaetani. Quest'ultimo raggiunse un'enorme influenza politica ed economica, divenendo il banchiere di Re Carlo d'Angiò di Napoli e di Papa Bonifacio VIII, Benedetto Caetani di Anagni. Proprio il Papa Caetani, indica come propri "familiaris", ospitati stabilmente nel Palazzo del Laterano a Roma, Oddone e i suoi due figli, Giacomo (o Iacopo) e Benedetto, chiamato così in onore del Papa e da lui nominato Arciprete della Cattedrale di Pisa nel 1295. Una terza figlia fu Brigida Gaetani, Patrizia di Pisa che sposò nel 1330 Duccio della Gherardesca, Conte di Castagneto, figlio del Conte Niccolò della Gherardesca di Castagneto e di Dea della Gherardesca. Bonifacio VIII concesse infine al primogenito del parente Oddone, Giacomo, la licenza della raccolta delle decime papali in Germania, Ungheria, Boemia, Polonia e Moravia oltre che nei territori pisani, alla famosa "Societas Benedicta" dei Gaetani, una delle più importanti banche presenti a Roma nel XIV secolo. 
Dopo la fine del pontificato Caetani, Giacomo Gaetani, detto Sciarra, (cfr. Vita del pontefice Gelasio II Di Pandulphus Pisanus.) si ritirò nella propria fortezza di Pietracassia, una delle più imponenti fortezze toscane di quell'epoca, da dove fu in guerra fino al 1317 con la città natale Pisa, che lo aveva bandito nel 1306 per l'alleanza con i sovrani Angioini. Giacomo rivestì quindi i titoli aviti di Conte d'Oriseo, Terriccio, Pomaya, Signore di Lajatico, Orciano, Pietracassia, Fabbrica di Pisa, Roccamandolfi, Castelpizzuto e Riccio, Capitan Generale della Repubblica di Pisa (Su Oddone e Giacomo cfr. Mauro Ronzani, Gaetani, Oddone, in Dizionario Biografico degli Italiani, LI, Roma, Istituto della Enciclopedia Italiana, 1998; Gelasio Caetani, Caietanorum genealogia e Discorsi delle famiglie nobili del Regno di Napoli del signor Carlo De Lellis. Pag.91). Dal matrimonio di Giacomo con Caterina Appiano dei Conti di Piombino e Podestà di Pisa, nacquero: Filippo, Conte di Terriccio e Pomaya, da cui discesero i Gaetani del Cassaro; Andreotto, Conte d'Oriseo, da cui discesero i Gaetani di Naro e Caltanissetta; Benedetto, da cui discesero i Gaetani, Patrizi di Pisa; e Brigida, sposata con Anselmo Burgundione, Conte di Capraia. Di incerta collocazione risulta invece Corrado Gaetani di Pisa, Viceré di Sicilia dal 1246 al 1256, che sposò la figlia dell'Imperatore Federico II di Svevia, Costanza Hohenstaufen (cfr "Cronologia dell'antichissima, e nobilissima famiglia de' Gaetani di Pisa" di Pietro Farulli nel 1723, pag. 8).

### Gaetani del Cassaro e di Sortino

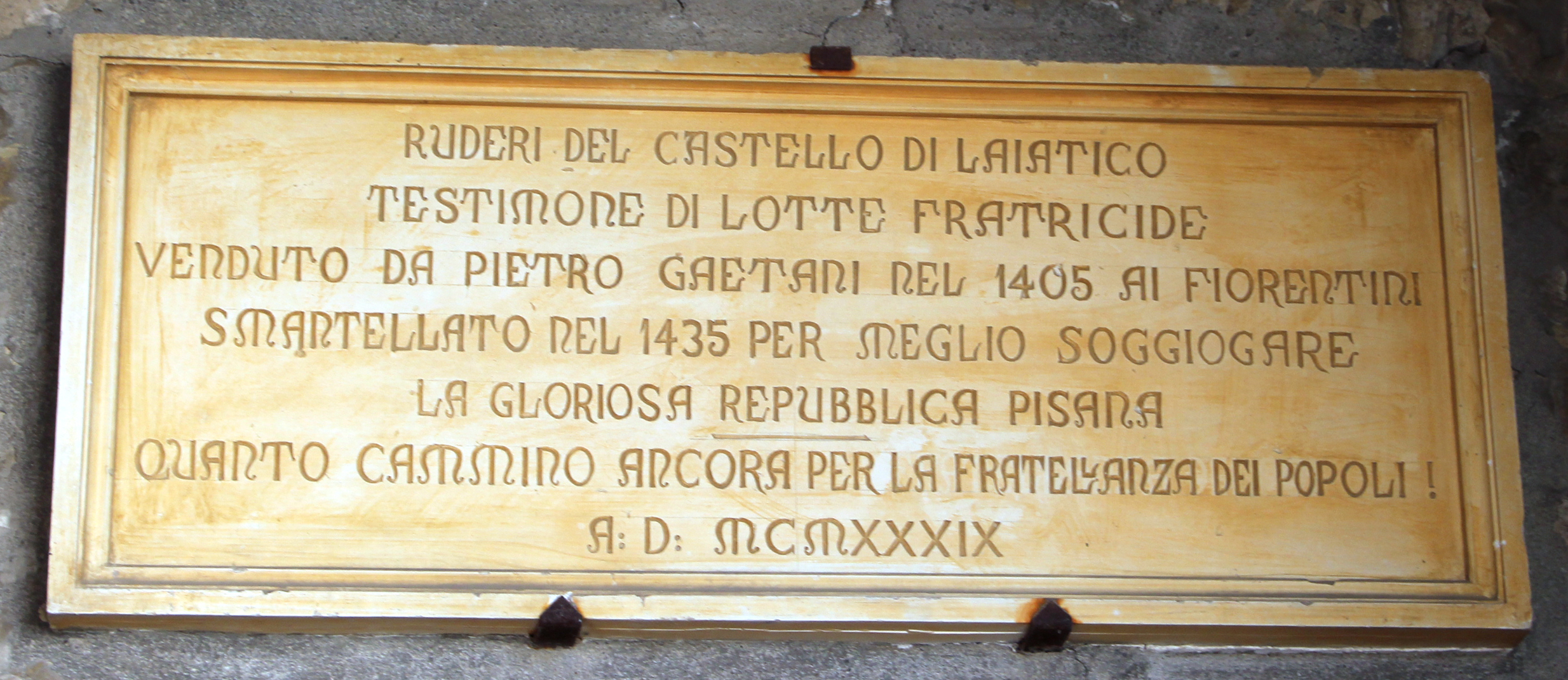
Lapide della torre civica di Lajatico per commemorare il restauro del 1939

Ramo discendente dal suddetto Filippo Gaetani, Conte di Terriccio e Pomaya, Signore di Lajatico, Orciano e Pietracassia, che prese in moglie Corsilia di Panico, figlia del Conte di Panico, nella seconda metà del XIV secolo. Da questa unione nacque Stefano Gaetani, Conte di Terriccio e Pomaya, Signore di Lajatico, Orciano e Pietracassia, a sua volta padre di Pietro Gaetani (morto nel 1459), che vendette i castelli di Pomaya, Lajatico, Orciano e Pietracassa ai fiorentini nel 1405 e si trasferì nel 1417 in Sicilia. Ivi fu nominato dal Re Alfonso V d’Aragona, di cui era il Banchiere, Mastro Razionale del Real patrimonio del Regno di Sicilia, Presidente del Regno di Sicilia nel 1449. Egli acquistò poi le Baronie di Chiaramonte, Dirillo, Calatabiano e Tripi con alta e bassa giurisdizione civile e criminale da Federico Ventimiglia di Geraci il 25 agosto 1451. Morì nel 1459 (Testamento presso il notaio Niccolò di Aprea di Palermo). Secondo alcune fonti (in particolare vedi p.12 della "Cronologia dell'antichissima, e nobilissima famiglia de' Gaetani di Pisa" di Pietro Farulli nel 1723), Pietro sposò la terzogenita del Signore di Sermoneta e Piombino, Onorato Caetani. Ciò costituirebbe un ulteriore legame di parentela tra il ramo laziale e quello siciliano. Da lui nacquero Guidone, Maestro Portulano del Regno nel 1479, Barone di Calatabiano, Chiaramonte e Dirillo, il quale acquistò poi da Giovan Ferdinando d'Heredia la Signoria di Sortino, di cui venne investito Barone il 30 gennaio 1478; e Bernabò, Barone di Tripi e Sant'Andrea, Signore di Vicari e Castronovo, Vicario, Consigliere e Gran Carmelengo di Re Ferdinando II d'Aragona, detto il Cattolico, nel 1479 e che morì senza eredi nel 1489. Il primogenito Guidone, si sposò invece con Lucrezia Barrese di Militello, figlia del Barone Abbo di Militello, Maestro Giustiziero e Gran Carmelengo del Regno, e di Marchesa d'Alagona, ed ebbe come erede Pietro, Barone di Sortino, Calatabiano, Chiaramonte, Dirillo, Tripi e Sant'Andrea, Signore di Castronovo, investito per donazione paterna il 28 agosto 1481. Pietro si sposò con Maria d'Alagona di Palizzolo, nipote di uno dei più influenti personaggi del Regno di Sicilia, Blasco d'Alagona, Vicario del Regno ed ebbe come figlio Guidone, investito dei feudi paterni il 12 agosto 1502 e sposato con Anna Staiti di Casalotto, figlia di Giovan Enrico, Barone di Casalotto e Bomina. Da tale unione derivò Pietro, Barone di Sortino, Calatabiano, Chiaramonte, Dirillo, Tripi e Sant'Andrea, Signore di Castronovo, investito il 2 dicembre 1504, e dei feudi materni di Bamina e Casalotto, il 17 dicembre 1559. Avendo sposato Margherita Siragusa Spadafora del Cassaro, figlia del Barone del Cassaro, Pietro Gaetani venne inoltre investito maritali nomine Barone del Cassaro, il 14 gennaio 1515. Morì nel 1564 e gli successe il figlio Cesare, Barone del Cassaro alla morte della madre, investito il 10 dicembre 1543, Barone di Sortino, Calatabiano, Chiaramonte, Dirillo, Tripi, Bamina, Casalotto e Sant'Andrea, Signore di Castronovo, investito il 4 settembre 1564. Questi si sposò con Antonia Del Bosco e Alliata di Baida, figlia di Francesco Del Bosco, Barone di Baida, Vicari, Misilmeri, e di Violante Alliata e La Grua di Castellamare, da cui ebbero figlio Pietro, Barone del Cassaro,di Sortino, Calatabiano, Chiaramonte, Dirillo, Tripi, Bambina, Casalotto e Sant'Andrea, Signore di Castronovo, investito il 4 febbraio 1581. Dal suo matrimonio con Giovanna Moncada di Paternò, figlia del Principe Francesco Moncada e de Luna di Paternò e di Caterina Pignatelli e Carafa di Borrello, nacque il primo Principe del Cassaro di casa Gaetani, Cesare Gaetani e Moncada, Pretore di Palermo nel 1604,1612,1622,1627, Vicario Generale e Pari del Regno nel 1606, Stratigoto di Messina, investito Marchese di Sortino, il 29 settembre 1602 da Re Filippo III di Spagna e Principe del Cassaro l'8 marzo 1631 da Re Filippo IV. Il Principe Cesare si sposò con Anna del Carretto Tagliavia d'Aragona di Recalmuto, figlia del Conte Giovanni di Recalmuto e di Margherita Tagliavia d'Aragona dei Marchesi d'Avola, ed ebbero come figlia Topazia, che s'imparentò con i Duchi Caetani di Sermoneta nel 1652, sposando Filippo II Caetani di Sermoneta, principe di Caserta, creando quello che finora rappresenta l'unico legame certo di parentela tra la famiglia romana e siciliana. I titoli furono tuttavia ereditati dal cugino di primo grado di Topazia, Luigi Gaetani e Bardi, Principe del Cassaro e Marchese di Sortino dal 26 aprile 1652, Barone di Calatabiano, Chiaramonte, Dirillo e Sant'Andrea, Signore di Castronovo in virtù di un fidecommesso agnatizio maschile primogenitale che escludeva la cugina. Luigi sposò Maddalena Strozzi, Marchesa di Antella, da cui ebbe figlio un nuovo Cesare, Principe del Cassaro, Marchese di Sortino, Barone di Ministeri, Casalotto, Sant'Andrea e Chiusa, investito il 12 luglio 1672. Dal matrimonio con la figlia del Principe di Camporeale, Giulia Beccadelli Bologna e Ventimiglia, Cesare Gaetani e Strozzi, ebbe figlio Pietro Gaetani e Beccadelli, Principe del Cassaro e Marchese di Sortino, investito il 28 agosto 1699, Governatore della Nobile Compagnia della Carità dei Bianchi di Palermo nel 1705, Capitano di Palermo nel 1722, Gentiluomo di Camera di Re Carlo III di Borbone delle Due Sicilie nel 1735. Sposò Aloisa Lanza e Reggio di Trabia, figlia del Principe Ottavio di Trabia e di Lucrezia Reggio e Saladino dei Principi di Campofiorito, da cui nacquero gli ultimi due eredi di Casa Gaetani che segnarono l'estinzione del ramo dei Principi del Cassaro: Cesare Gaetani e Lanza, Principe del Cassaro e Marchese di Sortino, Barone di Ministeri, Casalotto, Sant'Andrea e Chiusa investito il 29 novembre 1750, Superiore della Compagnia della Carità nel 1765, Capitano Giustiziere di Palermo nel 1764,1765,1766, Pretore di Palermo nel 1773, che nacque a Siracusa nel 1718 e morì a Palermo il 20 settembre 1773; e Ottavio, Principe del Cassaro nel 1773, Marchese di Sortino, Superiore della Compagnia della Carità di Palermo nel 1746, Pretore di Palermo il 21 settembre 1773 alla morte del fratello Cesare. Ottavio Gaetani riuscì a placare pacificamente una serie di rivolte scoppiate a Palermo grazie alla stima di cui godeva la famiglia Gaetani presso il popolo di Palermo. Alla sua morte nel 1774, il titolo di Marchese di Sortino fu assegnato ai lontani cugini Gaetani di Lentini e il titolo di Principe del Cassaro agli Statella Gaetani, oggi confluiti nella famiglia Borghese di Roma.

### Gaetani d'Oriseo
La linea denominata Gaetani d'Oriseo (cfr. Calendario anno 1899, pag. 173 e “Oriseto” in Memorie delle famiglie nobili delle province meridionali d'Italia, Volume 2 del conte Berardo Candida-Gonzaga pag.30), fiorita in Sicilia a Naro e Caltanissetta, deriva dal summenzionato Andreotto Gaetani, Conte d'Oriseo, figlio secondogenito di Giacomo Gaetani Sciarra e di Caterina Appiano di Piombino, nonché fratello di Filippo, Conte di Terricco, da cui discesero i Principi del Cassaro e Marchesi di Sortino. Il figlio Antonino, Conte d'Oriseo, si trasferì a Catania nel 1360, dove era il banchiere del Re di Sicilia, Federico III d'Aragona nel 1372. Fece costruire la Cappella beneficio della Veronica nella Cattedrale di Catania, distrutta a seguito del terremoto del 1692. Venne riconosciuto Conte d'Oriseo e investito di molti feudi da Re Martino il giovane nel 1394 (cfr "Cronologia dell'antichissima, e nobilissima famiglia de' Gaetani di Pisa" di Pietro Farulli nel 1723). Egli prese in moglie Febronia Paternò, figlia del Barone Antonio Paternò, Patrizio di Catania e di Bianca Sigona e Castello, da cui ebbe figli Brigida, che sposò il banchiere e patrizio pisano Filippo Alliata; e Berengario, Conte d'Oriseo, Stratigoto di Messina dal 1445 al 1449, Stendardiero del Regno di Sicilia, Capitano della Guardia di Re Alfonso d'Aragona, Generalissimo delle Guardie Reali nella conquista di Napoli nel 1442 e Castellano di Girgenti nel 1458. Berengario Gaetani e Paternò, si imparentò con la più importante famiglia siciliana dell'epoca, cugina degli stessi sovrani aragonesi, sposando nel 1451 Andreana Moncada di Paternò, figlia del Conte Guglielmo Raimondo V Moncada Sfonellar d'Alagona e d'Aragona, Conte di Adernò e Sclafani, Camerlengo e Consigliere Regio, Cavaliere dell’Ordine della Banda Rossa dal 1454, Maestro Giustiziere del Regno di Sicilia, Capitano Generale delle armi del Regno di Sicilia dal 1458, Presidente del Regno di Sicilia dal 1462 al 1463, Viceré della Valle Beneventana, del Principato Ultra e della Capitanata, e di Diana Sanseverino e Capece dei Conti di Marsico. Berengario e Andreana diedero vita a Eleonora, sposata con Blasco Lancia e Moncada di Brolo, Barone di Brolo, Galati e Piraino; Angelo, Conte d'Oriseo, Castellano di Licata nel 1483, che sposò la figlia del Barone Nicolò La Rocca di San Michele da cui non ebbe prole; e Simone, Conte d'Oriseo per successione al fratello Angelo, Senatore di Catania e Regio Cavaliere, che si casò con Altadonna Bonajuto Alliata e Branciforte di Melilli, Patrizia Pisana, figlia di Giovanni Capitano di Lentini e Barone di Melilli e di Giovannella Alliata e Branciforte della Motta. 
Va notato che anche dopo diverse generazioni dal trasferimento in Sicilia, le numerose famiglie patrizie pisane presenti sull'Isola continuavano a imparentarsi tra loro e a gestire insieme i "banchi" di cui avevamo succursali a Pisa, città in cui mantenevano verosimilmente una presenza frequente. Fra queste gli Alliata, con cui i Gaetani di Pisa si imparentarono più volte, alla fine del XV secolo iniziarono ad acquisire progressivamente maggiore peso nella gestione delle Banche pisane rispetto ai Gaetani, di cui all'inizio erano soci di minoranza. Giovanni Gaetani e Bonaiuto, Conte d'Oriseo, si trasferì a Naro per l'acquisto di molti feudi, dove fu Capitano delle armi di Naro nel 1527 e nel 1540. Egli era altresì considerato un Poeta di grande cultura. Ebbe due mogli: 1) Beatricella d'Andrea e Alliata di Mussomeli, figlia del Barone Giovanni di Mussomeli, Maestro Razionale del Regno, e di Donna Elisabetta Alliata e Ajutamicristo di Villafranca (Atto di matrimonio presso il Notaro Calogero Isabella di Naro addì 11 agosto 1494); e 2) Bianca Caro Ventimiglia d'Aragona e Moncada di Montechiaro e Lampedusa, figlia del Barone Giovanni Caro e d'Aragona di Montechiaro e di Donna Eleonora Ventimiglia e Moncada dei Marchesi di Geraci (Atto di matrimonio presso il Notaro Calogero Isabella di Naro addì 1 giugno 1527). Dal primo matrimonio derivò Pietro Gaetani e d'Andrea, Conte d'Oriseo e Capitano delle armi di Naro, sposato con Giovannella Cybo e Doria, Patrizia Genovese, probabilmente figlia naturale del Cardinale Innocenzo Cybo, Arcivescovo di Messina, nipote di Papa Innocenzo VIII (Atto di matrimonio presso il notaro Mazziotta Cadera addì 26 gennaio 1538). Erede di Pietro fu GiovanAntonio, Conte d'Oriseo e marito di Lucrezia Lucchesi Palli della Dammisa, figlia del Barone Antonio Lucchesi Palli (Atto di matrimonio presso il Notaro Antonio Palagonia di Naro addì 20 marzo 1562). Con il trasferimento a Naro, i Gaetani passarono da banchieri a feudatari terrieri ma in tal modo persero gran parte dell'influenza economica e politica che derivava dal primo ruolo. Dal matrimonio di Giovanni Gaetani e Lucchesi Palli, Conte d'Oriseo, con Cassandra Caro Celestri Arezzo e Grimaldi di Montechiaro e Lampedusa (Atto di matrimonio presso il Notaro Antonio Bonelli di Naro addì 9 luglio 1601), figlia del Barone Ferdinando Caro Arezzo Ventimiglia e Celestri di Montechiaro e Lampedusa e di Anna Celestri e Grimaldi dei Marchesi di Santa Croce e Sant'Andrea, nacque Antonio Gaetani e Caro, Conte d'Oriseo, che si scontrò con il cugino di primo grado Ferdinando Tomasi e Caro, per la pretesa al Baronaggio di Montechiaro e alla Signoria dell'Isola di Lampedusa del nonno materno Ferdinando Caro, morto senza eredi maschi. La causa fu tuttavia vinta dai Tomasi, che si investirono di Lampedusa e Montechiaro il 22 maggio 1614. Antonio Gaetani prese in moglie la cugina Margherita Gaetani e Palagonia d'Oriseo, figlia di Don Baldassarre Gaetani e Salvago e di Angelica Palagonia di Camastra (Atto di matrimonio presso il Notaro Vincenzo Pandulfo di Naro addì 19 settembre 1628). Al fine di non disperdere il vasto patrimonio dei feudi naresi dei Gaetani, anche al loro figlio, Vincenzo Gaetani e Gaetani, Conte d'Oriseo, Commissario Generale per la enumerazione del regno nel 1714, toccò la sorte di sposare la propria cugina, Margherita Gaetani e Alliata d'Oriseo, figlia di Don Francesco Gaetani e Caro e di Antonia Alliata e Bellacera della Scanatura (Atto di Matrimonio presso il Notaro Lorenzo Favara di Naro addì 6 ottobre 1680). In seguito all'estinzione dei Gaetani del Cassaro e Sortino, con la morte di Ottavio Gaetani e Lanza nel 1774, il ramo dei Gaetani d'Oriseo, pur non ereditando i titoli e i possedimenti siracusani dell'altro ramo, iniziò a ricoprire importanti cariche politiche nella città di Siracusa, tradizionalmente appartenute ai Gaetani del Cassaro. Fu così che Antonio Gaetani e Gaetani, Conte d'Oriseo, fu nominato prima Capitano di giustizia di Siracusa nel 1791 e 1792 e poi Giurato di Siracusa nel 1803. Egli fu inoltre un esponente di primo piano dell'Ordine di Malta, essendo stato Balì del Sovrano Militare Ordine di Malta nel 1743. Costui si sposò con Giacoma Argirò Caizza, vedova del Marchese Notarbartolo di Malfitano (Atto di matrimonio presso il Notaro Liborio del Giudice di Naro addì 12 dicembre 1726). La sorella di Antonio, Cassandra Gaetani e Gaetani, è inoltre la madre del celebre storico ed erudito siciliano Francesco Maria Emanuele e Gaetani di Villabianca, Marchese di Villabianca e Conte di Belforte, in quanto moglie di Benedetto Emanuele e Vanni di Villabianca, Marchese di Villabianca e Capitano Giustiziere di Palermo nel 1718. Ad Antonio Gaetani successero invece: Francesca, moglie di Onorato Gaetani e Gaetani della Torre, Conte della Torre, Senatore e Capitano di Siracusa; e Vincenzo, Conte d'Oriseo e Cavaliere di Gran Croce del Sovrano Militare Ordine di Malta, che prese in moglie Francesca Landolina e Arezzo dei Marchesi di Sant'Alfano, figlia del Barone Filippo Landolina e Bonanno di Rigililfi (Atto di matrimonio presso il Notaro Antonio Travali di Naro addì 19 marzo 1750). Loro figlio, Giuseppe Gaetani e Landolina (morto nel 1826), Conte d'Oriseo, fu Deputato al Parlamento Siciliano del 1812 che redasse la celebre Costituzione che abolì il feudalesimo nel Regno di Sicilia. Dal suo matrimonio con Donna Calogera Morillo e Guccione di Trabonella, figlia del Barone Ferdinando di Trabonella e Dama del Sovrano Militare Ordine Costantiniano di San Giorgio (Atto di matrimonio presso il Notaro Antonio Travali di Naro addì 12 luglio 1779), si verificò la separazione tra il ramo dei Gaetani di Naro e quello dei Gaetani di Caltanissetta. I discendenti del figlio, Vincenzo Gaetani e Morillo, rimasero infatti a Naro fino ad Alfonso Gaetani, investito Conte con R.D. del 1927 e con LL.PP. del Principe di Piemonte Umberto II di Savoia, il 20 novembre 1974; mentre l'altro figlio Berengario Gaetani e Morillo d'Oriseo si trasferì a Caltanissetta in seguito all'eredità materna di una quota della Miniera Trabonella, la più grande e redditizia miniera di zolfo d'Italia per tutto il XIX secolo. Quest'ultimo ebbe figli da Donna Vincenza Gueli Alletti e Trigona di Piazza Armerina: Calogera Gaetani, moglie del Barone Francesco Morillo di Trabonella, Governatore di Caltanissetta nel 1860, Senatore del Regno d'Italia al Primo Parlamento del 1861 e Sindaco di Caltanissetta; e Giuseppe Gaetani d'Oriseo, Comandante dei Militi per la Sicurezza Pubblica di Caltanissetta per Decreto del 16 giugno 1860 di Giuseppe Garibaldi, Comandante in capo le forze nazionali in Sicilia, e Sindaco di Caltanissetta dal 1882 al 1885. Egli si sposò con Rosalia Bartoccelli Mantegna Calefati d'Altamira, figlia del Barone Girolamo Bartoccelli e Calefati d'Altamira, Sindaco di Caltanissetta, e di Irene Mantegna, sorella del Principe Don Giuseppe Mantegna di Gangi (Atto di matrimonio presso il Notaro Emanuele Strazzeri di Caltanissetta addì 8 giugno 1851). Consolidando il potere politico ed economico dei Gaetani su Caltanissetta, il figlio di Giuseppe, Berengario Gaetani e Bartoccelli d'Oriseo, fu anch'egli Sindaco di Caltanissetta dal 1891 al 1894 e dal 1897 al 1911 (cfr Sindaci di Caltanissetta). Dal suo matrimonio con Vincenza Benintende e Giordano di Sabucina, figlia del Barone Giovanni Benintende, Sindaco di Caltanissetta, e di Rosalia Giordano e Bartoccelli dei Baroni Giordano, nacque l'ultima Gaetani d'Oriseo di Caltanissetta, Donna Rosalia, (nata a Caltanissetta il 14 marzo 1881 e morta a Roma il 27 maggio 1957). Ella si sposò nel 1901 con Angelo Giarrizzo dei Baroni Giarrizzo, nipote del Barone Tommaso Giarrizzo, Governatore dell'Intendenza di Caltanissetta, e i loro successori assunsero il cognome Giarrizzo Gaetani d'Oriseo.

### Gaetani, Patrizi di Pisa
Il terzo figlio di Giacomo Gaetani Sciarra e di Caterina Appiano di Piombino, Benedetto, restò a Pisa senza incarichi pubblici di rilievo a seguito del bando del padre nel 1306. Il ramo dei Gaetani, Patrizi di Pisa, svolgeva probabilmente un ruolo di succursale del Banco Gaetani ormai trasferitosi in Sicilia con i due rami dei Gaetani di Palermo e Catania (poi Naro). In seguito al trasferimento a Palermo nel 1417 di Pietro Gaetani e di Panico, Conte di Terriccio, i Gaetani di Sicilia mantennero per diverse generazioni il possesso di alcuni feudi a Pisa tra cui lo stesso Castello del Terriccio. Nel 1513, in seguito alla cessione da parte dei cugini siciliani, i Gaetani di Pisa videro riconfermata in affitto “a livello” dall’Arcidiocesi pisana la tenuta del Terriccio (ora frazione di Castellina Marittima)[5], che mantennero fino agli inizi dell'Ottocento. A partire dal secolo XVI alcuni membri della famiglia esercitano il commercio della seta, come Claudio Gaetani, che nel 1598 subentra a un Lanfranchi nella proprietà di un negozio, gestito nel 1607 anche dal fratello Francesco.
L’estinzione dei Gaetani pisani è collocabile tra la seconda metà del Settecento e gli inizi del secolo successivo. Nel 1755 morì Francesco di Benedetto di Filippo di Benedetto, la cui figlia Maria Cristina sposò Francesco della Seta, patrizio di Pisa. Al loro figlio Orazio Felice della Seta fu lasciata tutta l’eredità dal predetto Francesco e dal fratello Giuseppe Gaspare. La morte di Maria Elisabetta, sorella di Francesco coniugata nel 1760 con Ferdinando Barbolani di Montauto, avvenne nel 1764. L’ultimo Gaetani di cui si ha notizia a Pisa è il conte Alessandro Gaetani, colonnello, membro dell’Accademia dei Costanti e di enti di beneficenza pisani: dopo la sua morte (1823) il Palazzo Gaetani, sito nell’attuale piazza Carrara, passò alla famiglia Frassi. La tenuta di Terriccio, di proprietà del medesimo, fu aggiudicata ad asta pubblica nel 1811 a Antonio Maria Bustelli, che la rivendette nel 1824 ai Principi di Polonia Poniatowski[6]. L'archivio di questo ramo della famiglia è posseduto dalla famiglia Agostini, quale erede dei della Seta Gaetani Bocca. Questo accade poiché nel 1755 Cosimo Baldassarre Agostini sposa Maria Teresa Scolastica della Seta Gaetani Bocca, ultima discendente di quella stirpe così da far pervenire nella famiglia Agostini tutti i titoli e beni. Sono ricordati come commercianti di seta, infatti nel 1598 un Claudio Gaetani rileva un negozio da un Lanfranchi, dove nel 1607 compare anche il fratello Francesco. I Gaetani si estinguono nel 1755 quando muore Francesco di Benedetto di Filippo di Benedetto, in quanto la figlia Maria Cristina sposò il patrizio pisano Francesco della Seta ed il loro figlio Orazio Felice della Seta venne nominato erede da Francesco Gaetani e dal fratello Giuseppe Gaspare. La sorella di Francesco, Maria Elisabetta, sposò nel 1760 Ferdinando Barbolani di Montauto e morì nel 1764.

## Altri membri della famiglia
- Villano Gaetani, cardinale e arcivescovo cattolico italiano,
- Ranieri Gaetani, politico italiano, più volte console di Pisa.
- Costantino Gaetani, religioso e erudito italiano
- Ottavio Gaetani, gesuita e storico italiano.